# IMV
IMV株式会社（英語: IMV Corporation）は、大阪府大阪市西淀川区に本社を置く振動試験装置、地震計や振動計などの業務用計測器メーカーである。

## 会社概要

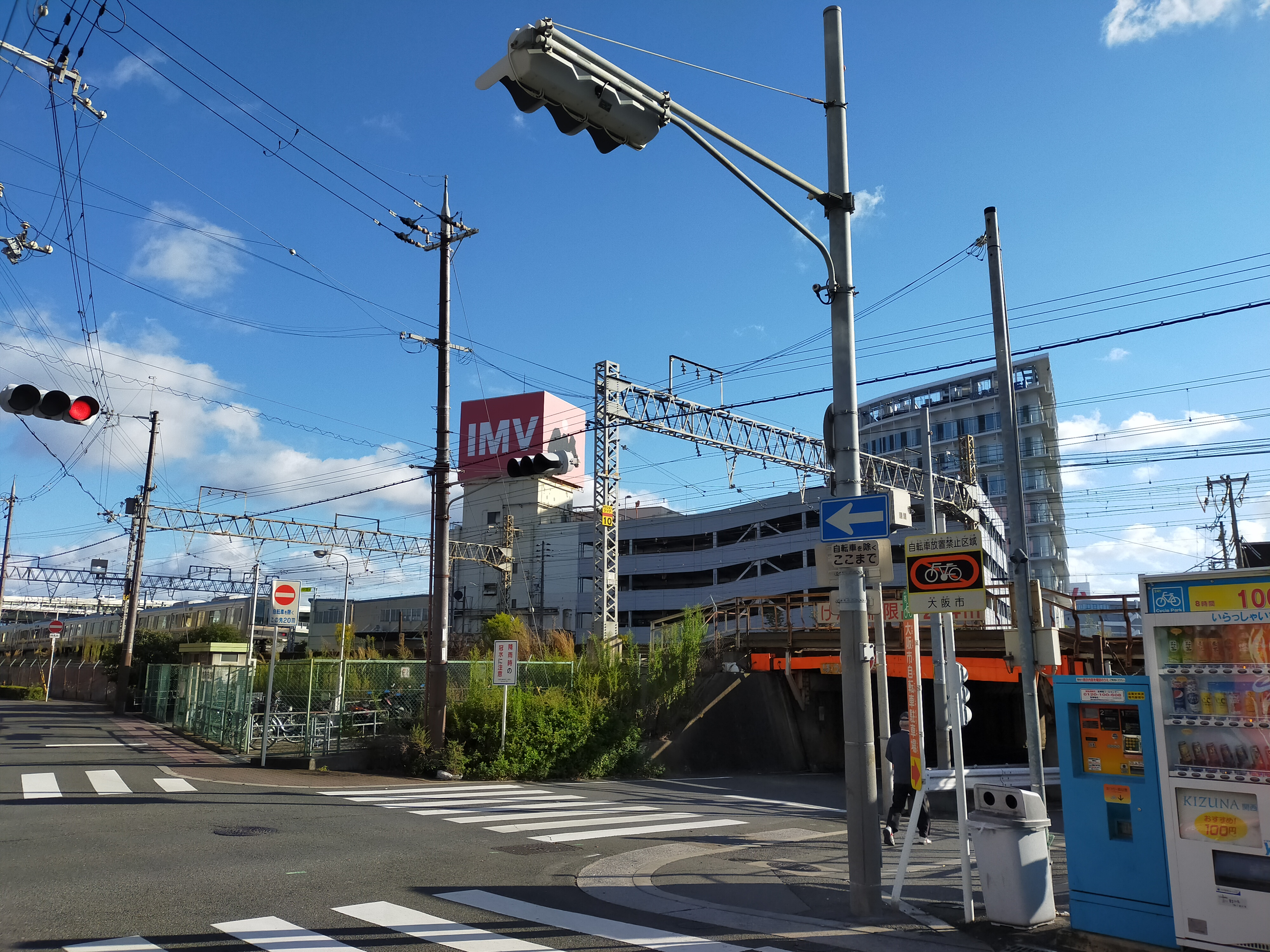
本社（別角度から）

地震計測機器や振動試験装置の開発・製造を専業とする。この他、輸送機器類の振動の受託試験をおこなうテストラボを、同社が本社を置く大阪市内、神奈川、愛知、山梨、埼玉に設立し、各企業からの各種振動実験をおこなっている。またこの他にも、環境評価測定機器や電気試験装置など、主に特殊計測機器類の開発で強みを持つ。
元々は1957年に株式会社 国際機械振動研究所として設立されたが、1974年10月に起こったオイルショックによる過剰在庫等で会社更生法を申請し、倒産を経験した。その後、当時公認会計士だった小嶋成夫（現・同社代表取締役）が更生管財人となり、大口のスポンサーの援助も絶って、ほぼ独力で再建を進めると共に、1985年には会社更生手続を終了。2004年12月に生産品目の統合により、明治製菓より同社大阪工場（現・本社同所）を買収し、試験装置工場を設置すると共に本社機能も移転。2005年よりJASDAQ市場に上場している。
近年、EV用バッテリーや人工衛星における安全性評価の分野でも、振動試験装置の販売及び受託試験を実施している。

## 事業所
- 本社工場・大阪営業所（大阪市西淀川区）
- 東京営業所・東京エンジニアリングサービス部（東京都中央区）
- 名古屋営業所・名古屋エンジニアリングサービス部（愛知県みよし市）
- テストラボ - 大阪、東京（相模原市緑区）、名古屋（愛知県みよし市）、春日井（愛知県春日井市）、上野原サイト高度試験センター（山梨県上野原市）、日本高度信頼性評価試験センター（埼玉県入間市）